# Historia de la industria del petróleo

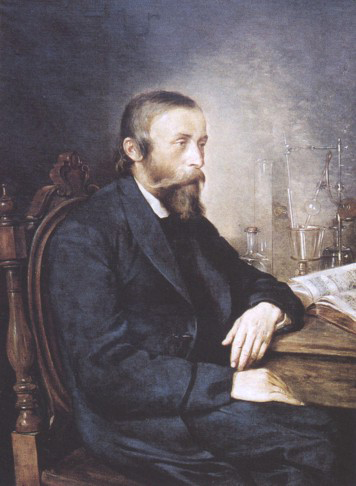
Ignacy Łukasiewicz— creador del proceso de refino de queroseno a partir de petróleo crudo.

La  industria del petróleo no es de origen reciente, pero el estatus actual del petróleo como componente integral de la política, sociedad y tecnología tiene sus raíces en los primeros años del siglo XX. La invención del motor de combustión interna fue la principal influencia en el auge de la importancia del petróleo.

## Antecedentes históricos

### Europa y Oriente Medio
Hace no más de cuatro mil años, según Heródoto y según confirma Diodoro Sículo, el asfalto se utilizaba en la construcción de los muros y torres de Babilonia, existían pozos de petróleo en Arderica (cerca de Babilonia) y una fuente de alquitrán en Zante (Islas Jónicas). Grandes cantidades se encontraban en las riberas del río Pinarus [cita requerida], uno de los afluentes del Éufrates. Tabletas del antiguo Imperio Persa indican el uso de petróleo con fines medicinales y de iluminación en las clases altas de la sociedad. [cita requerida]
El petróleo se explotaba en la antigua provincia romana de Dacia, actualmente Rumanía. Según Dioscórides el petróleo que flotaba en manantiales en Agrigento se utilizaba en lámparas en lugar de aceite de oliva.
Las primeras calles del Bagdad estaban pavimentadas con alquitrán, derivado del petróleo que se obtenía naturalmente de los campos de la región. En el siglo IX, se explotaban campos petrolíferos alrededor del moderno Bakú, Azerbaiyán. Estos campos fueron descritos por el geógrafo árabe Al-Masudi en el siglo X, y por Marco Polo en el siglo XIII, quien cuantificó la producción de los pozos como el cargamento de cientos de barcos. La destilación del petróleo fue descrita por el alquimista persa Muhammad ibn Zakarīya Rāzi (Rhazes). Sustancias químicas como el queroseno se obtuvieron en alambique (al-ambiq) para su uso en lámparas. Químicos árabes y persas también destilaron petróleo crudo con objeto de obtener productos inflamables para uso militar. A través de la España islámica, la destilación se dio a conocer en Europa Occidental en el siglo XII. También estuvo presente en Rumanía desde el siglo XII, conociéndose como păcură.
En 1710 (o en 1711 dependiendo de las fuentes) el médico suizo, y maestro de griego, Eirini d'Eyrinys (también escrito como Eirini d'Eirinis) descubrió asfalto en Val-de-Travers, (Neuchâtel). Estableció allí la mina de bitumen de la Presta en 1719; la cual estuvo operativa hasta 1986.
En 1745 bajo el reinado de la emperatriz Isabel I de Rusia, Fiodor Priadunov construye el primer pozo de petróleo y refinería en Ukhta. Mediante la destilación de "aceite de roca" (petróleo) obtenía una sustancia parecida al queroseno que se usaba en lámparas de aceite en las iglesias y monasterios rusos (aunque los hogares continuaron empleando velas).
Arenas bituminosas se explotaban desde 1745 en Merkwiller-Pechelbronn, Alsace, bajo la dirección de Louis Pierre Ancillon de la Sablonnière, por mandato especial de Luis XV de Francia. El campo petrolífero de Pechelbronn estuvo activo hasta 1970, y fue el lugar de nacimiento de compañías como Antar and Schlumberger Limited. La primera refinería moderna se creó allí en 1857.

### Asia
Los primeros pozos de petróleo conocidos se perforaron en China en el año 347 a. C.  Su profundidad era de hasta unos 240 metros y se perforaban con brocas fijadas a pértigas de bambú. El petróleo se quemaba para evaporar salmuera y producir sal. En el siglo X, grandes oleoductos de bambú conectaban los pozos de petróleo y las fuentes de sal. Se dice que antiguos registros escritos de China y Japón contienen muchas alusiones al uso de gas natural para iluminación y calefacción. En el siglo VII, el petróleo se conocía en Japón como agua ardiente. En su libro Mengxi Bitan escrito en 1088, el polímata, científico y estadista Shen Kuo de la dinastía Song acuñó la palabra 石油 (Shíyóu, literalmente "aceite de roca") para referirse al petróleo, y sigue siendo el término utilizado en el idioma chino contemporáneo.

### América
Los pueblos originarios de Venezuela ya utilizaban petróleo crudo y asfalto, que rezuman naturalmente a través del suelo hacia la superficie, en los años anteriores a la colonización española. El líquido negro y espeso, conocido por los lugareños como mene, se utilizaba principalmente para fines medicinales, como fuente de iluminación, y para el calafateado de canoas.
A su llegada a finales del siglo XV, los conquistadores españoles aprendieron de los pueblos indígenas el uso del asfalto presente de manera natural para calafatear los barcos, y para el tratamiento de sus armas. El primer envío de petróleo documentado en la historia de Venezuela ocurrió en 1539, cuando un solo barril fue enviado a España para aliviar la gota del emperador Carlos V.
En 1595 en el relato de Walter Raleigh menciona la existencia del Lago de la Brea en la isla Trinidad; mientras que treinta y siete años después, la narración de una visita del franciscano Joseph de la Roche d'Allion a las fuentes de petróleo de Nueva York se publica en la Histoire du Canada de Sagard. El científico sueco, y estudiante de Carl Linnaeus, Pehr Kalm, en su obra  Viajes por Norteamérica publicada por primera vez en 1753 mostró en un mapa las fuentes de petróleo de Pensilvania.
En 1799 Humboldt menciona varias fuentes de petróleo y asfalto en la zona del Caribe: un pozo en la bahía de Mayaro, en la costa este de Trinidad y que era la fuente de alquitrán de la región; una fuente de petróleo en Buen Pastor, cerca del río Areo, en Venezuela; fuente de petróleo en el golfo de Cariaco, cerca de Manicuare;  el lago de asfalto Guanoco, y un afloramiento de petróleo en un bajío de las islas Caracas, entre otros.

## Historia moderna

### Desde mediados delsigloXVII

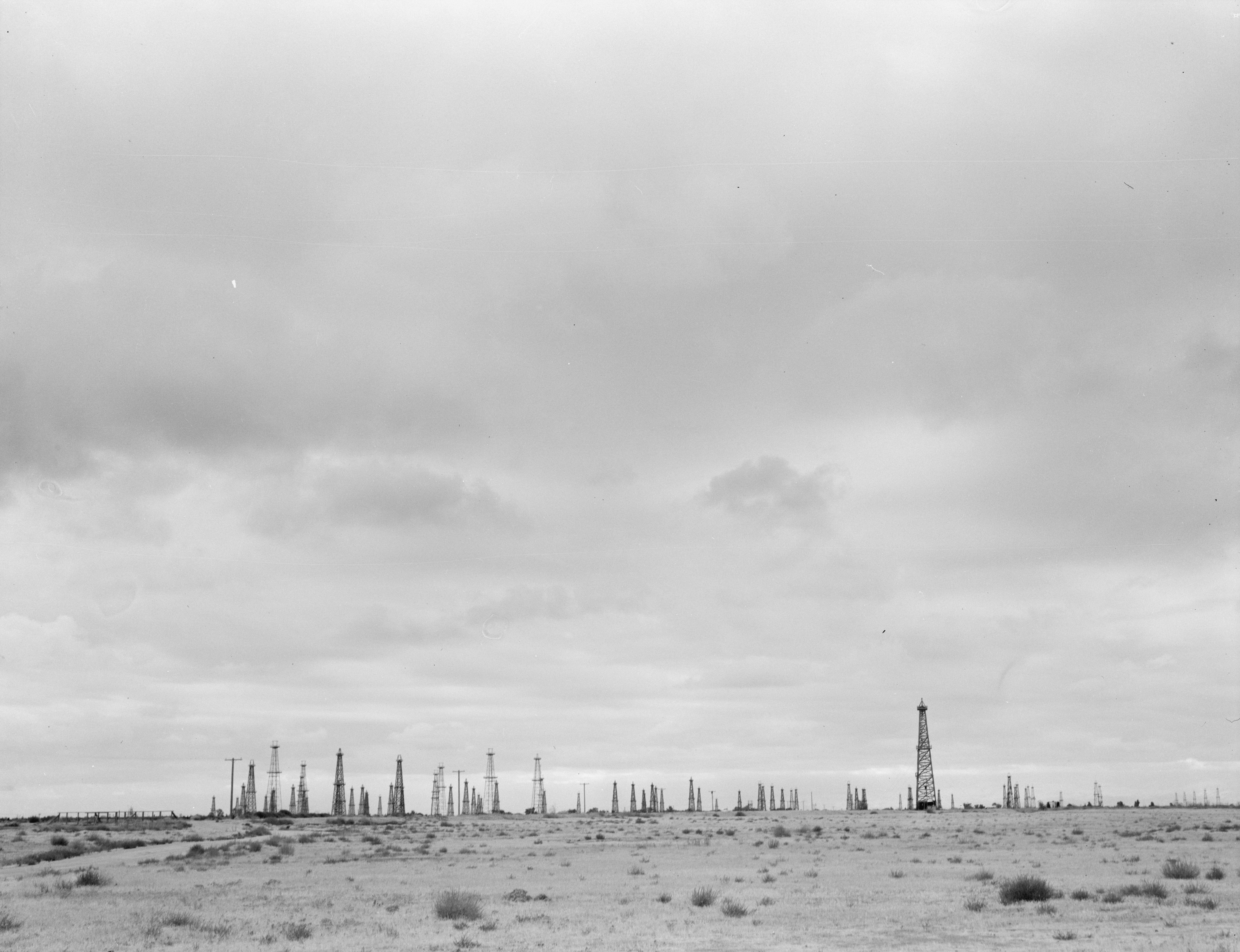
Campo petrolífero en California, 1938.

La moderna historia del petróleo empezó en el siglo XIX con el refino de parafina a partir de petróleo crudo. El químico escocés James Young en 1847 advirtió una filtración natural de petróle en la mina de carbón de Riddings en Alfreton, Derbyshire a partir de la cual destiló un aceite ligero y fino adecuado para usar como aceite de lámparas, obteniendo otro más grueso apropiado para lubricar maquinaria.
En 1848, Young fundó un pequeño negocio de refino de petróleo crudo. Los nuevos aceites tuvieron éxito, pero el suministro de petróleo de la mina de carbón pronto empezó a fallar (agotándose finalmente en 1851). Young, advirtiendo que el petróleo goteaba desde el techo de arenisca de la mina de carbón, teorizó que de algún modo se había originado por la acción del calor en el filón de carbón y, a partir de esta idea, que se podía producir artificialmente.
Continuando con la idea, intentó varios experimentos y finalmente tuvo éxito. Destilando hulla de llama larga (un tipo de carbón bituminoso) a baja temperatura obtuvo un fluido parecido al petróleo que, cuando se trataba de la misma manera que el petróleo procedente de la filtración, permitía obtener productos similares. Young observó que mediante destilación lenta podía obtener gran cantidad de líquidos útiles. Denominó a uno de ellos "aceite de parafina" porque a bajas temperaturas se solidificaba en una sustancia similar a la parafina.
La producción de dichos aceites y de parafina sólida constituiría el objeto de su patente de fecha 17 de octubre de 1850. En 1850, Young, Edward Meldrum and Edward William Binney formaron una sociedad bajo el nombre de E.W. Binney & Co. en Bathgate en West Lothian y de E. Meldrum & Co. en Glasgow. Los obras en Bathgate se terminaron en 1851 y se convirtieron en la primera manufactura y refinería de petróleo privada del mundo, usando petróleo que se extraía de minas locales de torbanita, shale y carbón bituminoso para fabricar nafta y aceites lubricantes. No se comercializó parafina para combustible y parafina sólida hasta 1856.

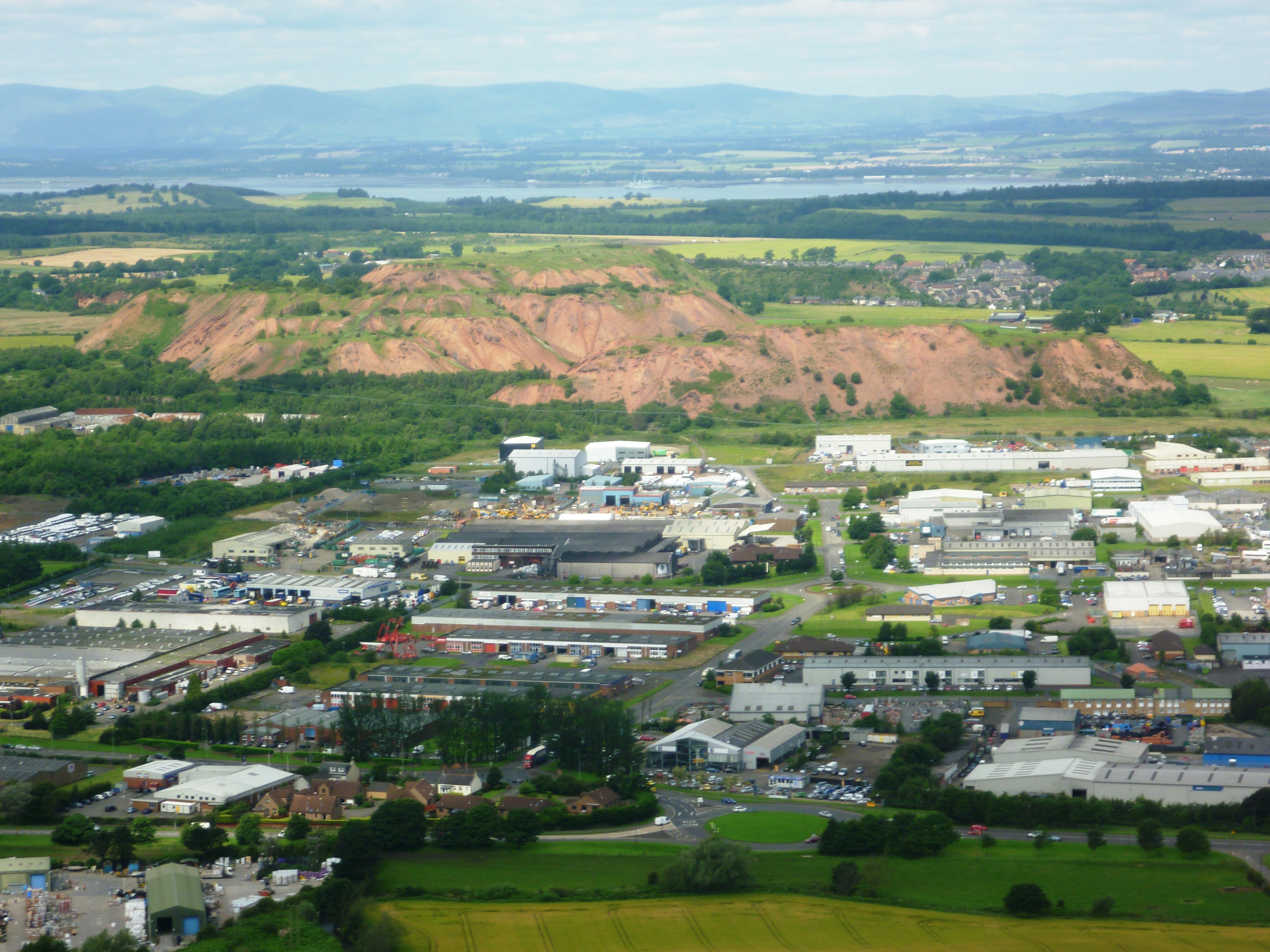
Montañas de escoria de shale en Broxburn, 3 de un total de 19 en West Lothian

Abraham Pineo Gesner, geólogo canadiense, desarrolló un proceso para refinar combustible líquido a partir de carbón, bitumen y petróleo de 'shale'. Su nuevo descubrimiento, al que llamó queroseno, quemaba más limpiamente y era menos costoso que los productos con los que competía, como, por ejemplo, el aceite de ballena. En 1850, Gesner creó Kerosene Gaslight Company y empezó a instalar la iluminación de las calles de Halifax y otras ciudades. En 1854, se había expandido a los Estados Unidos de América, donde fundó North American Kerosene Gas Light Company en Long Island, Nueva York. La demanda creció al punto que la capacidad productiva de sus compañías resultó un problema pero el descubrimiento de petróleo, a partir del cual podía obtenerse queroseno más fácilmente, en Estados Unidos solucionó las dificultades de suministro.
Ignacy Łukasiewicz mejoró el método de Gesner para refinar queroseno a partir del petróleo de afloramientos naturales de 'aceite de roca' (petróleo) en 1852, que eran más fácilmente accesibles, y la primera mina de aceite de roca se construyó en Bibrka, cerca de Krosno en Galitzia (Polonia/Ucrania) en 1853. 
También en 1853, Samuel Kier estableció la primera refinería de petróleo de América en Pittsburgh. En 1854, Benjamin Silliman, un profesor de ciencias de la Universidad de Yale New Haven, fue la primera persona en descomponer petróleo por destilación fraccionada. Estos descubrimientos se propagaron rápidamente por todo el mundo y Meerzoeff construyó la primera refinería de petróleo rusa en los maduros campos petrolíferos de Bakú en 1861. En ese momento, Bakú producía alrededor del 90% del petróleo mundial.
El pozo de Edwin Drake en 1859 cerca de Titusville, Pensilvania, comentado en detalle más adelante, se considera popularmente el primer pozo moderno. El pozo de Drake se destaca probablemente debido a que fue perforado, no excavado; a que se usó un motor de vapor; a que estaba involucrada una compañía privada; y a que marcó el inicio de una gran expansión.  No obstante, con anterioridad a Drake, existía una considerable actividad en varias partes del mundo a mediados del siglo XIX. Un grupo dirigido por el Mayor Alexeyev del Cuerpo de Ingenieros de Minas Bakinskii excavó a mano un pozo en la región de Bakú en 1848. Existían pozos excavados a motor en Virginia Occidental en el mismo año que el pozo de Drake. Un primer pozo privado se excavó a mano en Polonia en 1853, y otro en Rumanía in 1857. Aproximadamente en las mismas fechas, se abrían las primeras, aunque pequeñas refinerías de petróleo en Jasło, in Polonia, y una mayor en Ploiești, Rumanía, poco después. Rumanía fue el primer país en registrar oficialmente su producción de crudo en estadísticas internacionales: 275 toneladas. A finales del siglo XIX, la Rusia imperial, particularmente la compañía Branobel en Azerbaiyán, lideraba la producción mundial.
Además de la actividad en Virginia Occidental y Pensilvania, existía un primer importante pozo petrolífero en Oil Springs, Ontario, Canadá en 1858, excavado por James Miller Williams. El descubrimiento en Oil Springs marcó el inicio de una expansión que trajo centenares de trabajadores y especuladores a la zona. Nuevos campos petrolíferos se descubrieron en lugares cercanos a lo largo de finales del siglo XIX y la zona se convirtió en un gran centro petroquímico de refino e intercambio. Se considera que la moderna industria del petróleo de Estados Unidos empieza con la perforación por parte de Edwin Drake un pozo de petróleo de 21 metros de profundidad en 1859, en Oil Creek cerca de Titusville, Pensilvania, para Seneca Oil Company (con una producción diaria de 4 metros cúbicos, a finales de año la producción era de 2,4 metros cúbicos).
| Año  | Volumen              |
| ---- | -------------------- |
| 1859 | 2.000 barriles       |
| 1869 | 4.215.000 barriles   |
| 1879 | 19.914.146 barriles  |
| 1889 | 35.163.513 barriles  |
| 1899 | 57.084.428 barriles  |
| 1906 | 126.493.936 barriles |
La industria creció en el siglo XIX impulsada por la demanda de queroseno y lámparas de petróleo. Los primeros descubrimientos, como los de Pensilvania y Ontario, fueron rápidamente superados por la demanda, llevando a crecimientos acelerados de la producción de petróleo en Ohio, Texas, Oklahoma y California.
En 1870, se funda en Ohio la Standard Oil, con John D. Rockefeller como principal accionista. Esta compañía llegó a ser rápidamente una de las primeras y mayores multinacionales gracias a agresivas prácticas para reducir la competencia, acuerdos preferenciales de transporte e innovaciones en la organización de la producción y la estructura empresarial (Standard Oil constituyó el primer trust de la historia). Su posición de dominio llevó al gobierno de Estados Unidos a tomar acciones antimonopolio que culminaron en 1911 con la obligación de segregar Standard Oil en 34 compañías. Dos de las actuales supermajors, ExxonMobil y Chevron tienen su origen en compañías resultantes de dicho desmembramiento.
En 1907 se crea Royal Dutch Shell Group mediante la unión dos compañías rivales: Royal Dutch Petroleum Company y  "Shell" Transport and Trading Company Ltd. Fue éste un movimiento mayormente motivado por la necesidad de competir a nivel global con Standard Oil. Las condiciones de la fusión otorgaban el 60% de la propiedad a la rama holandesa y el 40% a la británica.
En 1910 se habían descubierto y se explotaban industrialmente importantes campos petrolíferos en Canadá (específicamente en la provincia de Alberta), en Sumatra (1885), Perú (1863, en el Distrito de Zorritos), Venezuela, y México.

#### Descubrimiento de petróleo enOriente Medio
De especial importancia es el descubrimiento en 1908 de petróleo en Masjed Soleiman, Irán, que llevó a la creación de la Anglo-Persian Oil Company en 1909, y que en 1954 se transformaría en British Petroleum Company. La producción a gran escala empezaría en 1913 con la finalización de la refinería de Abadán, que sería la mayor del mundo durante los siguientes cincuenta años.
En 1924, después de que el primer ministro francés, Raymond Poincaré, rechazara la idea de formar una sociedad con Royal Dutch Shell, se crea la Compagnie française des pétroles (CFP), con el apoyo de noventa bancos y compañías. El petróleo se consideraba vital en caso de una nueva guerra con Alemania. En virtud del acuerdo de la conferencia de San Remo en 1920, el estado francés recibía la participación del 25% que Deutsche Bank tenía en Turkish Petroleum Company (TPC), como parte de las compensaciones por los daños causados por Alemania durante la Primera Guerra Mundial. La participación del gobierno francés en TPC se transfirió a CFP. En la actualidad CFP es conocida como Total.
En 1927 se descubre el primer campo petrolífero de Irak, cerca de Kirkuk, Baba Gurgur, que en su momento era el mayor del mundo. Al año siguiente, se firma el Acuerdo de la Línea Roja por el que se reorganizan las participaciones de los socios de TPC, Royal Dutch Shell, Anglo-Persian Oil Company, CFP y Near East Development Corporation (que agrupaba los intereses de las compañías estadounidenses), con un 23,75% cada uno. El 5% adicional quedó en manos de Calouste Gulbenkian, quien había facilitado el acuerdo. Asimismo, dicho acuerdo obligaba a los socios a no desarrollar campos petrolíferos en el territorio de actuación de TPC (prácticamente correspondiente a los dominios del antiguo imperio otomano en Oriente Medio, salvo Kuwait), sin antes haber obtenido el permiso del resto de socios.
En 1938 se descubre petróleo en el pozo número 7 de Dammam (Arabia Saudí). Éste fue el primero de varios descubrimientos que finalmente se revelaron como la mayor fuente mundial de petróleo. Cabe destacar el descubrimiento del campo Ghawar en 1948 que es actualmente el mayor conocido.

#### Valor estratégico del petróleo
La importancia estratégica del petróleo desde el punto de vista militar aumentó paulatinamente durante el siglo XX, en especial a partir del momento en que la marina de guerra empieza a utilizar de forma generalizada el petróleo como combustible, sustituyendo al carbón, para permitir a los buques alcanzar mayores velocidades. La Royal Navy fue pionera al decidir la construcción en 1911 de los super-dreadnought de la clase Queen Elizabeth. La Armada de los Estados Unidos sería la siguiente poco tiempo después. La importancia del petróleo fue en aumento, a partir de la Primera Guerra Mundial con el uso creciente del motor de combustión interna, especialmente del motor diésel; y con el desarrollo de la aviación y la introducción del vehículo blindado de combate.
El creciente valor estratégico del petróleo se refleja en hechos como que Winston Churchill, al poco de ser nombrado Primer Lord del Almirantazgo en 1911, declarara la fundamental importancia del petróleo para la supremacía de la Armada británica; no en vano había sido el impulsor del paso del carbón al petróleo y había sido educado en las virtudes de este último por el propio Marcus Samuel, fundador de "Shell" Transport and Trading Company. En 1913, en un discurso ante la Cámara de los Comunes, Churchill declaró que: "Nuestra política definitiva es que el Almirantazgo se convierta en propietario y productor independiente de su propio suministro de combustible. Debemos convertirnos en los propietarios, o como mínimo en los controladores en origen, de al menos una parte del suministro de petróleo que necesitamos". Asimismo, durante la Primera Guerra Mundial, el secretario del Gabinete de Guerra, Maurice Hankey, informará al secretario del Foreign Office, Arthur Balfour, que el petróleo de Persia y Mesopotamia era "un objetivo de guerra británico de primera clase".
El acceso a las fuentes de petróleo fue un factor importante en varios de los conflictos militares en el siglo XX, incluyendo la Segunda Guerra Mundial; durante la cual las instalaciones petrolíferas fueron un objetivo estratégico y, por ello, bombardeadas extensivamente. Prueba de la importancia que alcanzó el petróleo es que, según declaró Albert Speer, ministro de Armamento de la Alemania nazi, uno de los motivos de la Operación Barbarroja (que violaba el Pacto Ribbentrop-Mólotov) fue la necesidad de controlar los campos de petróleo de Bakú.

### Después de la Segunda Guerra Mundial
Hasta mediados de los años 50, el carbón seguía siendo el principal combustible a nivel mundial, pero posteriormente el petróleo rápidamente ocupó su lugar.
En 1960, en reacción a reiteradas reducciones unilaterales del precio del petróleo por parte de las compañías petroleras, se convocó el Primer Congreso Árabe del Petróleo en el que se acordó requerir a los gobiernos de los países productores de petróleo que consultaran al resto de países productores antes de tomar decisiones respecto a los precios del petróleo. Tras nuevas reducciones de precios, entre el 10 y el 14 de septiembre de 1960 los representantes de los gobiernos de Irak, Irán, Kuwait, Arabia Saudí y Venezuela celebraron una conferencia que dio lugar a la creación de la OPEP.
Más tarde, a raíz de las crisis del petróleo de 1973 y 1979, los medios de comunicación trataron ampliamente la cuestión de los niveles de suministro de petróleo. Esto trajo a la luz pública la preocupación de que el petróleo es un recurso limitado que se agotará, al menos como una fuente de energía económicamente viable. Aunque en su momento las predicciones más comunes y populares eran muy catastrofistas, un período de aumento de producción y de reducción de la demanda llevó a la sobreabundancia de petróleo de los años 80 del siglo XX. No obstante, la situación no iba a durar y en la primera década del siglo XXI las discusiones acerca del Pico del petróleo vuelven a ser noticia.
Hoy, el petróleo satisface alrededor del 90 % de las necesidades de combustible para vehículos. El petróleo también representa el 40 % del total del consumo de energía en los Estados Unidos de América pero solo el 2 % de la generación de electricidad. El valor del petróleo como fuente de energía transportable y densa y como base de muchos productos químicos industriales le convierte en una de las más importantes mercancías a nivel mundial.
Los tres principales países productores de petróleo son Arabia Saudí, Rusia, y Estados Unidos. Cerca del 80 % de las reservas mundiales accesibles se encuentran en Oriente medio (62,5 %  en Arabia Saudí, UEA, Irak, Catar y Kuwait.  No obstante, con precios por encima de 100 dólares por barril, Venezuela dispone de más reservas que Arabia Saudí debido a sus reservas de crudo derivadas de bitumen.